# Prova de futuro

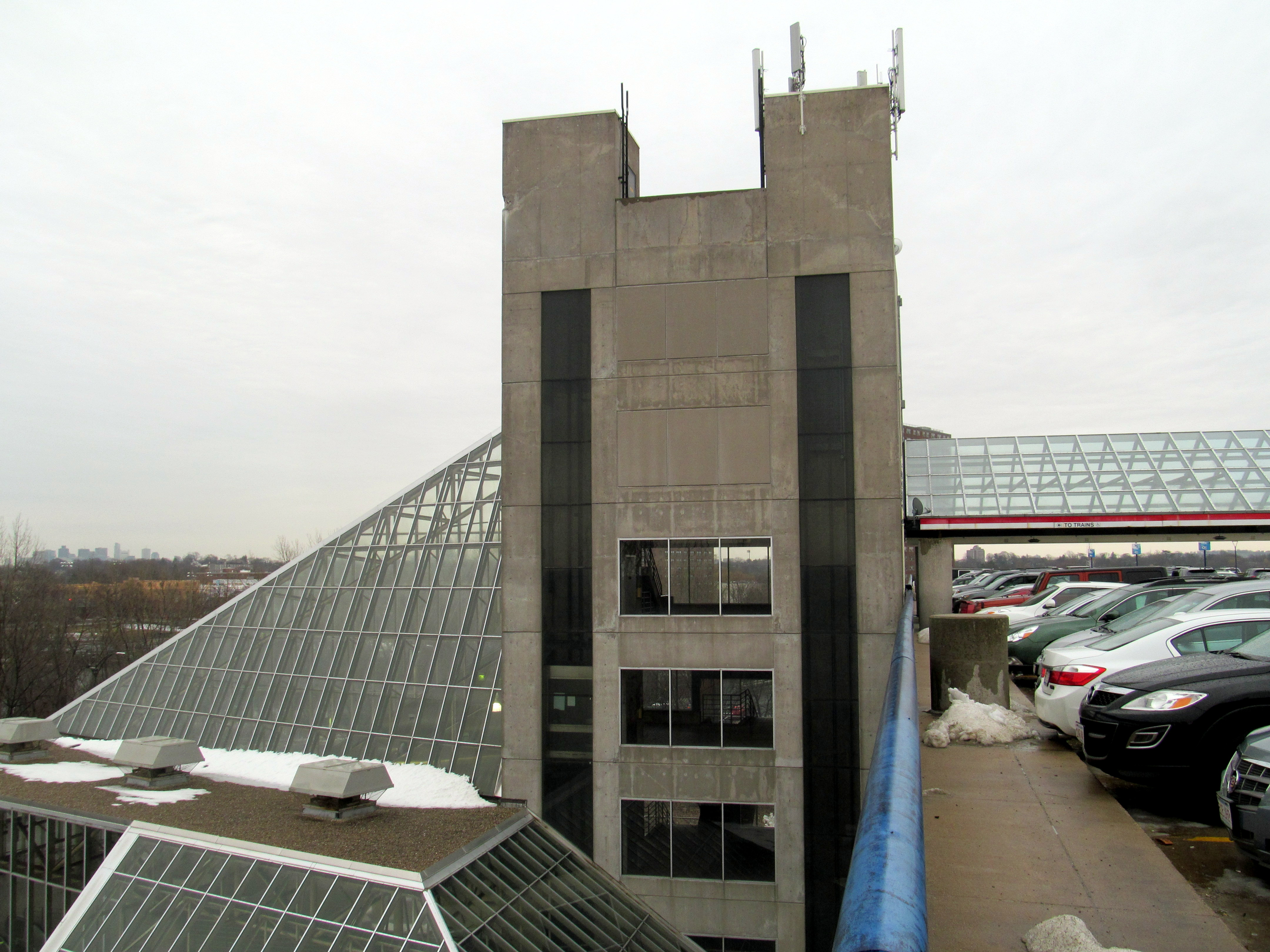
O estacionamento na estação Alewife foi construído para acomodar dois níveis adicionais, se necessário

A prova de futuro, preparação para o futuro ou orientação para o futuro é o processo de antecipar o futuro e desenvolver métodos para minimizar os efeitos de choques e tensões de eventos futuros. A prova de futuro é usado em indústrias como eletrônica, médica, design industrial e, mais recentemente, em design para mudanças climáticas. As provas de futuro são extraídas de outras indústrias e codificadas como um sistema para abordar uma intervenção em uma construção histórica.

## Conceito
Em geral, o termo "prova de futuro" refere-se à capacidade de algo continuar a ter valor em um futuro distante — de que o item não se torne obsoleto. O conceito de prova de futuro é o processo de antecipar o futuro e desenvolver métodos para minimizar os efeitos de choques e tensões de eventos futuros.

## Eletrônica e comunicações
Em sistemas elétricos à prova de futuro, os edifícios devem ter "sistemas de distribuição flexíveis para permitir a expansão das tecnologias de comunicação. O software de processamento relacionado à imagem deve ser flexível, adaptável e programável para ser capaz de trabalhar com vários meios potenciais diferentes no futuro, bem como para lidar com o aumento do tamanho dos arquivos. O software de processamento relacionado à imagem também deve ser escalonável e incorporável — em outras palavras, o uso ou local no qual o software é empregado é variável e precisa acomodar o ambiente variável. A integração também é necessária para oferecer suporte a futuros requisitos computacionais no processamento de imagens.
Em redes de telefonia sem fio, a comprovação futura dos sistemas de hardware e software de rede implantados torna-se crítica porque sua implantação é tão cara que não é economicamente viável substituir cada sistema quando ocorrem mudanças nas operações da rede. Os projetistas de sistemas de telecomunicações se concentram fortemente na capacidade de um sistema ser reutilizado e flexível para continuar competindo no mercado.
Em 1998, a telerradiologia (capacidade de enviar imagens radiológicas, como raios-X e tomografias computadorizadas pela Internet para um radiologista revisor) estava em seus primórdios. Os médicos desenvolveram seus próprios sistemas, cientes de que a tecnologia mudaria com o tempo. Eles incluíram conscientemente a prova de futuro como uma das características que seu investimento precisaria ter. Para esses médicos, a prova de futuro significava arquitetura modular aberta e interoperabilidade de modo que, com o avanço da tecnologia, fosse possível atualizar os módulos de hardware e software dentro do sistema sem interromper os módulos restantes. Isso destaca duas características da prova de futuro que são importantes para o ambiente construído: interoperabilidade e a capacidade de ser adaptado às tecnologias futuras à medida que forem desenvolvidas.

## Design industrial
No design industrial, os designs voltados para o futuro procuram evitar a obsolescência, analisando a diminuição na desejabilidade dos produtos. A desejabilidade é medida em categorias como função, aparência e valor emocional. Os produtos com design mais funcional, melhor aparência e que acumulam valor emocional mais rapidamente tendem a ser retidos por mais tempo e são considerados à prova de futuro. Em última análise, o design industrial se esforça para encorajar as pessoas a comprar menos, criando objetos com níveis mais altos de atratividade. Algumas das características dos produtos preparados para o futuro que resultam deste estudo incluem uma natureza atemporal, alta durabilidade, aparências estéticas que capturam e mantêm o interesse dos compradores. Idealmente, à medida que um objeto envelhece, sua desejabilidade é mantida ou aumenta com o aumento do apego emocional. Produtos que se enquadram no atual paradigma de progresso da sociedade, ao mesmo tempo que fazem progresso, também tendem a ter maior atratividade.